# Benz 6/18 PS
Benz 6/18 PS — серия легковых автомобилей немецкой автомобилестроительной фирмы Benz & Cie., появившаяся после окончания Первой мировой войны в качестве самой компактной модели среди продукции компании. В 1921 году автомобили заменила гораздо более мощная спортивная модель Benz 6/45 PS.

## История

### 6/18 PS (1918–1921)
В конце Первой мировой войны экономическое положение различных компаний, особенно немецких, находилось в плачевной состоянии, и автомобильная промышленность не стала исключением: многие торговые марки были вынуждены закрыться или искать покупателя. Другие бренды, такие как BMW, которые были активны в относительно актуальных и прибыльных секторах (таких как, например, мотоциклы) удалось преодолеть кризис. Фирма Карла Бенца также испытывала финансовые трудности и не могла рассчитывать на высокие цифры продаж, которые она имела до начала войны. Рынок роскошных и дорогих вещей находился в упадке. Для выхода из кризиса необходимо было расширять диапазон доступных и дешёвых автомобилей. По этой причине новая модель, Benz 6/18 PS, была представлена в 1918 году. По сравнению со своим предшественником конструкция автомобиля была простой и дешёвой. Он оснащался четырёхцилиндровым бензиновым двигателем внутреннего сгорания рабочим объёмом 1570 куб. см. (диаметр цилиндра и ход поршня равнялись 68 x 108 мм соответственно) и обладал мощностью в 18 л. с. (13,2 кВт) при 2100 оборотах в минуту. Верхний распредвал приводился в движение вертикальным валом. В конструкции двигателя присутствовало магнитное зажигание и карбюратор Zenith. Мощность силового агрегата передавалась через муфту кожаного конуса к механической коробке передач, а оттуда через карданный вал на задние колёса. Рама ходовой части выполнялась из прессованной стали, жёсткие подвески оснащались полуэллиптическими пружинами. Максимальная скорость автомобиля составляла 85 км/ч.
Производство автомобиля остановилось в 1921 году. Настоящий преемник данной модели появился только десять лет спустя и теперь уже выпускался под маркой Mercedes-Benz, продаваясь под именем Typ 170 W15.

### 6/45 PS (1921–1923)
В 1921 году модель претерпела значительные изменения. В частности, модернизации подвергся двигатель автомобиля, мощность которого возросла до 45 лошадиных сил (33 кВт) при 3200 об/мин. Данная версия получила название 6/45 PS и достигала максимальной скорости в 115 км/ч.